# Platypalpus altuum
Platypalpus altuum är en tvåvingeart som beskrevs av Frey 1958. Platypalpus altuum ingår i släktet Platypalpus och familjen puckeldansflugor. Inga underarter finns listade i Catalogue of Life.